# تيودوسيو الثاني دوق براغانزا
تيودوسيو الثاني من براغانزا (28 أبريل 1568-29 نوفمبر 1630) دوق براغانزا وثاني دوق بارسيلوس ، ومن المعروف أنه قدم لولاءه لـ ملك فيليب الأول ملك البرتغال ومن قبله سبستيان الأول ملك البرتغال .

## عائلته
هو ابن جواو الأول، دوق براغانزا ابن تيودوسيو الأول دوق براغانزا ابن خايمي الأول دوق براغانزا ووالدته هي انفانتا كاترين من غيمارايش أبنة إدوارد دوق غيمارايش ابن مانويل الأول ملك البرتغال.
هو والد جواو الثاني لاحقا ملك البرتغال تحت اسم "جواو الرابع.

## سيرة الذاتية
عندما كان طفلا، أحضر إلى البلاط الملك سيباستيان الأول من البرتغال بحيث كان الملك مولعا به، وفي 1578 وأصر على أخذه إلى أفريقيا في الحملة ضد ملك المغرب، الحملة المشؤومة معركة القصر الكبير ، ظل تيودوسيو على جانب ملكه حتى أصبح الوضع في غاية الخطورة، ثم أمر الخدم سيباستيان لأخذ الطفل ذو عشرة عاماً إلى بر الأمان، لم يكن سعيدا بهذا الأمر بحيث هرب في أول فرصة سانحة، ركض تيودوسيو بـ حصانه وذهب إلى الخطوط الأمامية في المعركة، مع ذلك في نهاية المطاف، مثل آخرين اصيب بجروح وأسروا، في البرتغال والده جواو عرض ثروة لفدية وريثه، كما طالب الملك فيليب الثاني ملك إسبانيا من ملك المغرب به، ملك المغرب أعجب بـ حكاية شجاعته في المعركة، وسمح لـ طفل بـ ذهاب بأمان وبدون فدية في أغسطس 1579.
في هذه الأثناء في البرتغال، كان الوضع مضطرب، مع اختفاء جثة الملك سيباستيان في معركة، وأيضا كان الملك الجديد الكاردينال هنري الأول ملك البرتغال رجل عجوز، وكانت والدته انفانتا كاتارينا امرأة طموحة بالعرش، وأيضا فيليب الثاني ملك إسبانيا كان يطمح في العرش البرتغالي واستخدم كل الوسائل لحفاظ على الشاب تيودوسيو خارج البلاد، عندما حصل على التاج، أذن له بالعودة.
أصبح تيودوسيو دوق في 1583 بعد وفاة والده وأصبح خادما مخلصا لملك الإسباني، وأيضا دافع عن لشبونة من هجمات مرشح آخر (أنطونيو من كراتو) وأيضا كان مسؤولا عن الأمن في المملكة لسنوات عديدة، بحيث منح فيليب الثاني له المزيد من الأراضي والألقاب.
تزوج في 17 يونيو 1603 من آنا دي فيلاسكو وخيرون وانجنبا 4 أبناء وأكبرهم جواو الثاني دوق براغانزا من 1630 وملك البرتغال من 1640 وتوفى أبنه 1656 وخلفه أحفاده.